# Tantilla nigriceps
Tantilla nigriceps is een slang uit de familie toornslangachtigen en de onderfamilie Colubrinae.

## Naam en indeling
De wetenschappelijke naam van de soort werd voor het eerst voorgesteld door Robert Kennicott in 1860. De soortaanduiding nigriceps kan vrij vertaald worden als 'zwarte kop'.

## Uiterlijke kenmerken
Het is een slanke, kleine, ongevaarlijke slang, die ongeveer een halve meter lang wordt. De rug is geel tot roodbruin, de buik is lichter van kleur, gaande tot lichtgeel of wit. De kop is bruinzwart tot zwart van kleur.

## Levenswijze
De slang graaft in de bodem naar voedsel dat bestaat uit insectenlarven en aardwormen. Overdag verbergt Tantilla nigriceps zich onder de grond, onder rotsen of andere objecten.

## Verspreiding en habitat
De soort komt voor in delen van Noord-Amerika en leeft in het zuidwesten van de Verenigde Staten, waar ze de Plains blackhead snake genoemd wordt, en in het noorden van Mexico. De soort komt voornamelijk voor in de staat Texas. De habitat bestaat uit bossen, woestijnen, savannen, scrublands en graslanden.

## Beschermingsstatus
Door de internationale natuurbeschermingsorganisatie IUCN is de beschermingsstatus 'veilig' toegewezen (Least Concern of LC).